# École nationale supérieure des officiers de police
L'École nationale supérieure des officiers de police (ENSOP) formait jusqu'au 31 décembre 2012 des officiers de police français.
La parution au Journal Officiel le 27 décembre 2012 du décret consolidé de création de l’Ecole nationale supérieure de la police (ENSP), a eu pour effet d'abroger le décret ayant créé l'ENSOP et de mettre en œuvre le nouvel établissement public dès le 1er janvier 2013. Dorénavant, l’ENSP regroupe la formation initiale et la formation continue des commissaires de police et des officiers de police. Les sites de Saint-Cyr-au-Mont-d'Or (Rhône) et de Cannes-Écluse (Seine-et-Marne) continuent de fonctionner.
L'Ecole nationale supérieure de la police est un établissement public national à caractère administratif, (EPA) chargé d'une mission d'enseignement supérieur et de recherche, doté de la personnalité civile et de l'autonomie financière et placé sous la tutelle du ministre de l'intérieur.

## Présentation
L'ENSP est chargée de la formation initiale et continue du corps de Commandement de la Police Nationale. Elle reçoit des promotions d’environ 70 élèves officiers de police qui suivent un cycle de formation d'une durée de 18 mois. Cette formation se déroule alternativement à Cannes-Écluse et dans des centres de stage, au sein des services actifs, dans toute la France.
Les liens étroits avec les services opérationnels ainsi que les différents types d'évaluation mis en place permettent d'offrir une formation correspondant aux activités et responsabilités de l'officier de police. Ces activités peuvent s'organiser autour de trois grandes missions qui sont le commandement opérationnel, le management des équipes et la gestion des ressources matérielles et financières.
La formation initiale est d'une durée de 18 mois depuis janvier de l'année N jusqu'à fin juin de l'année N+1. Formation modulaire en alternance centrée sur l’approche par la compétence, elle prépare au premier emploi d'officier de police dans les services opérationnels de la direction générale de la police nationale. Le choix de poste est effectué en fonction du rang de classement.
La formation se déroule de la manière suivante :
La formation comprend également des modules de formation transversaux : éthique, déontologie, discernement, psychologie, activités physiques et professionnelles, langues étrangères, informatique, maintien de l'ordre...
L'ENSP conçoit et anime le stage institutionnel destiné aux capitaines de police pour l'accession au grade de commandant de police ainsi qu'un certain nombre de stages thématiques répondant aux besoins exprimés par les services opérationnels (gestion des conflits, contrôle des activités de police, éthique et déontologie…) destinés principalement aux officiers de police mais ouverts également, en fonction des thèmes et des fonctions exercées, aux fonctionnaires des deux autres corps actifs (conception et direction, encadrement et application).
Depuis 2005, dans le cadre de l'égalité des chances, et en partenariat avec l'université de Paris II Panthéon Assas, ainsi que d'autres intervenants universitaires, l'ENSP assure chaque année une Classe préparatoire intégrée destinée à préparer au concours externe d'officier de police, vingt étudiants titulaires au moins d'une licence et sélectionnés en fonction de critères sociaux, économiques et géographiques.
L'ENSP entretient des partenariats nationaux et internationaux.
Au niveau national, l'ENSP a adhéré au Réseau des Écoles de Service Public (RESP) et elle organise en partenariat avec l'académie de Créteil des journées de formation commune regroupant élèves officiers de police et personnels de direction stagiaires et titulaires (proviseurs et principaux) et accueille chaque année durant cinq semaines des élèves polytechniciens de première année pour leur formation humaine.
Au niveau international, l'école est jumelée avec cinq de ses homologues européennes (Allemagne, Espagne, Hongrie, Slovénie et Pologne). Elle accueille chaque année une vingtaine d'auditeurs étrangers venant de tous les continents et qui suivent douze mois de formation avec leurs pairs français, ainsi qu'une cinquantaine de délégations étrangères qui viennent s'informer sur la formation des officiers de police français, voire initier de nouveaux jumelages. Elle assure également des formations spécifiques à destination d'officiers de police étrangers et régulièrement, ses formateurs et ses cadres pédagogiques assurent des missions d’audit, de conseils et de formation sous l'égide du service de coopération technique internationale de police (SCTIP).

## Concours

### Inscriptions
Il est possible de s'inscrire au concours de deux manières différentes :
- Obtenir une notice d'inscription auprès du secrétariat général pour l'administration du ministère de l'intérieur, du secrétariat général pour l'administration de la police (SGAP) en Île-de-France ou du service administratif et technique de la police (SATP) outre-mer.
- Télécharger la notice d'inscription correspondant au concours concerné et la renvoyer au secrétariat général pour l'administration du ministère de l'intérieur, au secrétariat général pour l'administration de la police (SGAP) ou au service administratif et technique de la police (SATP).

### Les conditions de recrutement
Le concours externe d'accès à l'ENSP est ouvert aux hommes et femmes de nationalité française, ayant moins de 35 ans au 1er janvier de l'année en cours, remplissant les conditions d'aptitude physique requises et titulaires d'une licence (Bac+3), et déclarés médicalement aptes à exercer un service actif. Le casier judiciaire doit être vierge. L'obligation de mesurer au minimum 1,60 m été supprimée en 2010.
Il existe aussi un concours interne ouvert aux fonctionnaires en activité ayant au moins 4 ans d'ancienneté dans leur corps d'origine.

### Les épreuves du concours externe
Épreuves d'admissibilité
Pour le concours d'officier de police :
- Dissertation de culture générale (coefficient 4).
- Résolution d'un cas pratique à partir d'un dossier documentaire (coefficient 4).
- Dissertation de droit pénal et/ou procédure pénale (coefficient 2).
- Questions à réponses courtes de droit administratif et/ou libertés publiques; ou de mathématiques; ou d'informatique; ou d'histoire; ou de géographie: ou d'économie et/ou gestion; ou sciences et techniques des activités physiques et sportives. (coefficient 3). L'option est choisie par le candidat au moment de son inscription.
- Tests psychotechniques écrits, non notés.

Épreuves de pré-admission
- Épreuves sportives : 
  - Parcours d'habilité motrice (coefficient 3).
  - Test d'endurance cardio-respiratoire (Test navette de Luc Léger) (coefficient 3).

Épreuves d'admission (orales)
- Entretien avec le jury (coefficient 8)
- Épreuve individuelle de mise en situation (coefficient 5)
- Épreuve de langue étrangère (allemand, anglais ou espagnol) (coefficient 2)

## La scolarité

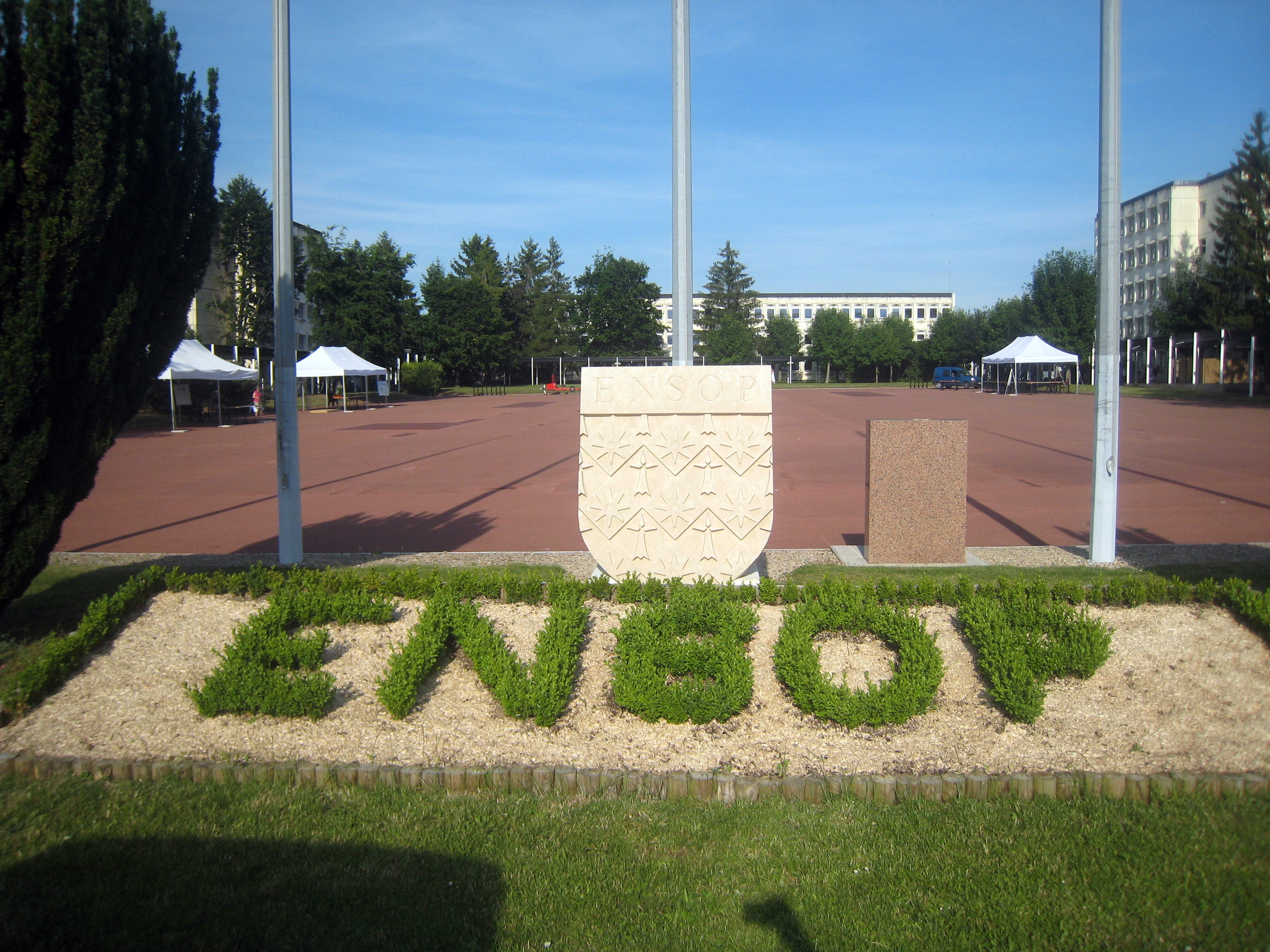
L'ENSOP à Cannes-Ecluse, cour d'honneur et blason

Les élèves, rémunérés pendant leur scolarité, s'engagent en contrepartie à rester au service de l'État pendant une durée minimale de cinq ans. La période de formation à l'ENSP dure 18 mois, et la rémunération mensuelle nette des élèves-officiers s'élève à 1 610,84 euros durant six mois et 2 000,74 euros durant douze mois (chiffres du 1er janvier 2025).
La formation alterne cours théoriques et période de stages dans les différents services de police. Une fois affectés sur un poste, les jeunes officiers de police sont contraints d'attendre une durée minimale de deux ans avant de pouvoir obtenir une mutation.

## Les promotions d'officiers de police
Les promotions d'officiers ont un nom de promotion, nom d'un policier décédé au cours de son service le plus souvent, les éponymes sont les suivants :
École supérieure des officiers de paix :
- 39e promotion 1985/1986 : Officier de paix principal François Klein, tué en 1985 à Paris 18[1]
- 40e promotion 1986/1987 : Officier de paix principal Serge Cassard, tué en 1975 à Bastia (Haute-Corse)[2]
- 41e promotion concours exceptionnel
- 42e promotion 1987/1988 :
- 43e promotion 1988/1989 : Officier de Paix Guy Hubert (d), tué en 1981 à Lyon (Rhône)[3]
- 44e promotion 1989/1990 : Officier de paix Fernand Seither, tué en 1989 à Ris-Orangis (Essonne)[4]
- 45e promotion concours exceptionnel : Officier de Paix Paul Jean, tué en 1978 à Orly (Val-de-Marne)
- 46e promotion 1990/1991 : Officier de paix Raymond Thibert, tué en 1978 à Orly (Val-de-Marne)
- 47e promotion concours exceptionnel
- 48e promotion 1991/1992 :
- 49e promotion 1992/1993 :
- 50e promotion 1993/1994 : Officier de paix principal Aimé Ramond, en fonction à Carcassonne (Aude), fusillé par les allemands en 1944[5].
- 51e promotion 1994/1995 :Promotion Georges Janvier, tué en service dans le quartier de l'Ariane à Nice en janvier 1995

École nationale supérieure des officiers de police :
- 1re promotion 1995/1996 : Nicolas de La Reynie, Premier Lieutenant de Police du Roi (Louis XIV)
- 2e promotion 1997/1998 :
- 3e promotion 1998/1999 :
- 4e promotion 1999/2000 :
- 5e promotion 2000/2001 : Lieutenant Yves Moignard, tué le 26 juin 1994
- 6e promotion 2001/2002 : Lieutenant de police Guy Jacob, tué en 1994 près de Vincennes (Val-de-Marne)[6]
- 7e promotion 2002/2003 : Capitaine de police Patrick Leroux / Lieutenant de police Yves Meunier, tués en 2001 au Plessis-Trévise (Val-de-Marne)[7]
- 8e promotion 2003/2004 : Commandant de police Dominique Dutilleul, tué en 2003 près d'Abbeville (Somme)[8]
- 9e promotion 2004/2005 : Capitaine de police René Canto, tué en 1996 à Ajaccio (Corse-du-Sud)[9]
- 10e promotion 2005/2006 : Lieutenant de police Marie-Christine Baillet, tuée en 1991 à Mantes-la-Jolie (Yvelines)[10]
- 11e promotion 2006/2007 : Lieutenant de police Mickaël Lefebvre, tué en 2004 à Asnières (Hauts-de-Seine)[11]
- 12e promotion 2007/2008 : Capitaine de police Yann Provot, tué en 2007 près de Sens (Yonne)[12]
- 13e promotion 2008/2009 : Officier de paix principal Abel Enjalbert, résistant, chef de groupe à Aurillac (Cantal)[13]
- 14e promotion 2009/2010 : Commandant de police Patrice POINT, tué en 2009 à Montévrain (Seine-et-Marne)[14]
- 15e promotion 2010/2011 : Commandant de police Jean-Serge Nerin, tué en 2010 à Villiers-en-Bière (Seine-et-Marne)[15]
- 16e promotion 2011/2012 : Lieutenant de police Eric Lales, tué en 2011 à Vitrolles (Bouches-du-Rhône)[16]

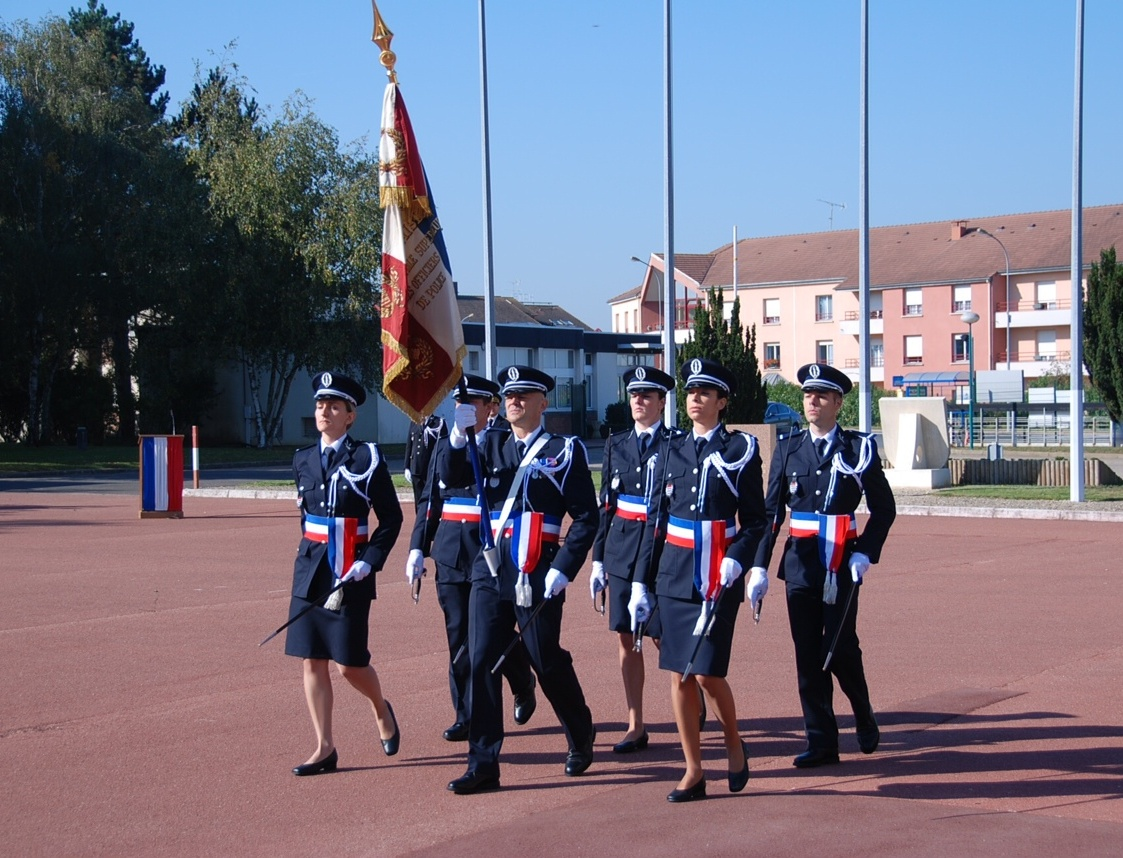
ENSOP Garde au drapeau 16e promotion "Lieutenant de Police Eric LALES"

- 17e promotion 2012/2013 : Commandant de police Cédric Pappatico, tué en 2012 près de Chambéry (Savoie)[17]

École nationale supérieure de la police :
- 18e promotion 2013/2014 : Capitaine de police Cyril Geneste & Lieutenant de police Boris Voelckel, tués à Paris (Paris) en 2013[18].
- 19e promotion 2014/2015 : Commandant de Police Joël Legoff, commandant la CRS 26 (Toulouse) tué à Montredon-des-corbières (Aude) en 1976[19].
- 20e promotion 2015/2016 : Lieutenants de Police Franck Brinsolaro et Ahmed Merabet, tués à Paris (Paris) lors de l'attentat à Charlie Hebdo en 2015[20]
- 21e promotion 2016/2017 : Lieutenant de Police Benoît Vautrin, tué le 10 avril 2015 lors d'un contrôle routier sur la commune d'Aubin (Aveyron)[21]
- 22e promotion 2017/2018 : Jessica Schneider et Jean-Baptiste Salvaing, tués à leur domicile de Magnanville (Yvelines) par un terroriste le 13 juin 2016[22]
- 23e promotion 2018/2019 : Capitaine de police Xavier Jugelé, tué par un terroriste lors d'une mission de sécurisation à Paris (Paris) le 20 avril 2017[23]
- 24e promotion 2019/2020 : Pierre Moucot, inspecteur de police au commissariat de police de Villeurbanne (Rhône) qui, durant la seconde guerre mondiale, a multiplié les actes d'héroïsme et de résistance à l'occupant (reconnu "Juste parmi les Nations" par le Yad Vashem)
- 25e promotion 2020/2021 : Catherine Choukroun, capitaine de police assassinée en service le 20 février 1991, victime de coups de feu tirés depuis un véhicule alors qu'elle opère un contrôle radar sur le périphérique parisien[24].
- 26e promotion 2020/2022 : Nicolas Revello, capitaine de police décédé le 12 octobre 2019 des suites d'une chute survenue dans le cadre d'une opération de sauvetage sur la Barre des Écrins (05).
- 27e promotion 2021/2023 : Eric Masson, commandant de police tué le 05 mai 2021 lors d'une intervention de police à Avignon (84).
- 28e promotion 2022/2024 : Stéphanie Monfermé, fonctionnaire de police tuée le 23 avril 2021 dans un attentat terroriste sur son lieu de travail à Rambouillet (78).
- 29e promotion 2023/2025 : Manon Raux, Paul Medeiros et Steven Greblac, policiers décédés tragiquement dans un accident de voiture pendant leur service le 21 mai 2023 à Villeneuve d'Ascq (59).

## Le site
Le site de Cannes-Écluse occupe une superficie de 17 ha, pour une surface bâtie de 33 000 m2 dont 720 chambres individuelles.
Outre l'ENSP, le site accueille des fonctionnaires appartenant aux divers corps de la Police Nationale et à l'ensemble des directions.
Trois centres nationaux, rattachés directement à la division des techniques et de la sécurité en intervention et à la division de la formation des personnels actifs (LOGNES), accueillent également des policiers français et étrangers dans le cadre de formations techniques et tactiques spécifiques :
- Le Centre national d'éducation physique et sportive chargé de la formation initiale et continue des formateurs sur le plan national, rattaché à la DTSI,
- Le Centre national de formation des unités cynophiles, rattaché à la DTSI,
- Le Centre national de formation aux techniques de transmission, rattaché à la DFPA.

210 fonctionnaires assurent la formation, dont 84 dans les services actifs (dont 47 formateurs) et 126 dans les services administratifs et techniques.
- Locaux d’enseignement : 18 salles de cours, 2 amphithéâtres, 2 laboratoires de langue, 4 salles techniques, 4 structures de simulation et une bibliothèque,
- Équipements sportifs : 2 gymnases, 3 salles de sport, 1 terrain de football, 1 terrain de rugby, 2 courts de tennis, un stand de tir et un simulateur d’intervention de police.